# Women in Data Science Initiative
Women in Data Science Initiative (WiDS) est une organisation internationale qui encourage les femmes du monde entier à se mettre en réseau localement et régionalement dans le secteur de la science des données afin d'encourager et faciliter la place des femmes dans ce milieu. L'initiative a été lancée par Margot Gerritsen et Karen Matthys à l'université Stanford (États-Unis) en 2015.

## Historique
Margot Gerritsen raconte que le point de bascule qui l'a incitée à fonder WiDS. Invitée à assister à une conférence par un collègue masculin, elle a remarqué que l'événement ne comportait aucune femme comme oratrice principale. Son collègue lui a donné une explication familière : il y avait si peu de femmes dans le domaine qu'il ne pouvait pas en trouver une pour intervenir comme conférencière. Elle fonde alors WiDS avec sa collègue Karen Matthys de l'Université de Stanford WiDS. Une première conférence est organisée à l'université de Stanford en novembre 2015.

## Philosophie
L'organisation est née du constat que les effets négatifs du manque de diversité dans la science des données sont nombreux. Par exemple, lors du développement pour Amazon d'un programme informatique via l'intelligence artificielle (IA) destiné à faciliter les décisions d'embauche, l'IA a appris toute seule a privilégier des CV d'hommes. Le programme n'a jamais été utilisé, mais cet exemple montre que le fait de s'appuyer sur des données biaisées peut perpétuer les inégalités. Selon Gerritsen, "Nous ne pouvons pas laisser ces algorithmes et ces approches de la prise de décision basée sur les données jouer réellement le rôle important qu'ils commencent à jouer dans notre société en général si nous ne prenons pas en considération des dimensions éthiques."

## Activités
WiDS organise notamment une conférence mondiale annuelle qui vise à réunir toutes les femmes spécialistes de la science des données, à l'occasion de la journée internationale des femmes. En 2020, 30 000 participantes de plus de 50 pays se sont réunies,,. Ils réunissent 100 000 personnes par an.  
En France, l'événement a été co-organisé en 2020 et 2021 par Télécom Paris,.
La 7ème édition de la conférence WiDS PSU 2024 est organisée par l'Université Prince Sultan (PSU) et le laboratoire d'Intelligence Artificielle et d'Analyse de Données (AIDA) (Arabie Saoudite), et ce en collaboration avec l'Université de Stanford,.